# 오일러 운동 방정식
오일러 운동 방정식(Euler運動方程式, Euler's equations of motion)은 강체의 운동을 다루는 방정식이다. 레온하르트 오일러의 이름을 딴 것이다.

## 정의
3차원 공간에서 한 점이 고정된 강체에 돌림힘 {\displaystyle \tau }가 가해진다고 하자.
편의상, 관성 모멘트 텐서의 고유기저로 직교좌표계를 잡자. 즉, 관성 모멘트 텐서는 다음과 같은 꼴이다.
{\displaystyle {\mathsf {I}}={\begin{pmatrix}I_{1}\\&I_{2}\\&&I_{3}\end{pmatrix}}}.
그렇다면 강체의 운동은 오일러 운동 방정식이라 불리는 다음 세 방정식을 만족한다.
{\displaystyle \tau _{1}={\dot {L}}_{1}=I_{1}{\dot {\omega }}_{1}+(I_{3}-I_{2})\omega _{2}\omega _{3}}
{\displaystyle \tau _{2}={\dot {L}}_{2}=I_{2}{\dot {\omega }}_{2}+(I_{1}-I_{3})\omega _{3}\omega _{1}}
{\displaystyle \tau _{3}={\dot {L}}_{3}=I_{3}{\dot {\omega }}_{3}+(I_{2}-I_{1})\omega _{1}\omega _{2}}.
여기서 {\displaystyle \mathbf {L} =(L_{1},L_{2},L_{3})}은 강체의 각운동량, {\displaystyle \omega =(\omega _{1},\omega _{2},\omega _{3})}은 강체의 각속도, {\displaystyle \tau =(\tau _{1},\tau _{2},\tau _{3})}은 강체에 가해진 돌림힘이다.

## 같이 보기
- 강체
- 관성 모멘트
- 오일러-라그랑주 방정식
- 오일러 각
- 푸앵소 타원체